# Scandal Beck
Der Scandal Beck ist ein Wasserlauf in Cumbria, England. Der Scandal Beck entsteht am Scandal Head an der Nordseite des Wild Boar Fell. Er verläuft zunächst in nördlicher Richtung durch Ravenstonedale und östlich von Crosby Garrett, ehe er sich in Soulby nach Osten wendet, um danach in den River Eden zu münden.
Am Brunt Hill 2 km südöstlich von Ravenstonedale ist am Rande des Wasserlaufs in den Gesteinsschichten die Stratigraphie des Quartär in für das nördliche England einzigartiger Art und Weise abzulesen. Der Abschnitt ist als Scandal Beck, Brunt Hill Site of Special Scientific Interest besonders geschützt.
Nördlich von Ravenstonedale sind in den Gesteinsschichten am Rande des Scandal Beck im Kalkstein reiche Ablagerungen von Tieren und Pflanzen zu finden. Das Gebiet ist als Scandal Beck and Stone Gill Site of Special Scientific Interest besonders geschützt.
Südlich von Waitby durchfließt der Fluss den Taleinschnitt des Smardale Gill. Der Flussabschnitt und seine nähere Umgebung sind als Smardale Gill Site of Special Scientific Interest besonders geschützt. Östlich des Wasserlaufes liegt die Smardale Gill Natural Nature Reserve.